# 日向政成
日向 政成（ひなた まさなり）は、安土桃山時代から江戸時代前期にかけての武将・旗本。通称は半兵衛。正成とも。

## 生涯
永禄8年（1565年）、日向宗立（日向玄東斎。-1608年）の子として誕生した。父の宗立は越後の新津氏出身で、日向家の婿養子となり武田信玄に仕えた。武田氏の対織田家の作戦時の越前国朝倉氏および比叡山延暦寺や、対小田原北条氏の作戦時の安房国里見氏、追放された武田信虎の接待など、重要な外交時の使者として活躍の跡が残る人物であり、駿河国内に70貫文を領した。外交とは別に、朝倉氏を訪れた際は当主の朝倉義景から武田氏の軍制度について質問を受けており、伊那大島城の守備を任されたこともある、すなわち軍事にも長けた人物であったことが推測される。
政成は信玄の跡を継いだ武田勝頼に仕えた。勝頼の世子である信勝の小姓衆に選ばれている。天正9年（1581年）に、伊豆国戸倉城主の笠原政尭が小田原北条氏から武田氏に寝返った際に、戸倉城への援軍として入城している。小田原北条方からは北条氏光が追討軍として派遣されたが、政成は城方の先鋒として活躍し、その武勇を北条方からも賞された。

## 甲州征伐と天正壬午の乱
天正10年（1582年）武田氏滅亡後、政成は父の玄東斎と共に徳川家康に従ったと推測される。天正壬午の乱が起こり、小田原北条氏が信濃国、甲斐国、駿河国に侵攻してくると、同じく徳川麾下となった岡部正綱・曽根昌世に属して小田原北条軍と交戦し、後には蘆田信蕃に属して信濃国にも転戦して武功を上げた。以後は徳川家康に仕え、甲斐国南竹居・駿河国厚原の本領を安堵された。

## 徳川家臣として
正成は家康の合戦のほとんどに参加した、と伝えられている。天正12年（1584年）の小牧・長久手の戦いでは、松平重勝の隊に属して活躍した。慶長5年（1600年）の関ヶ原の戦いでは家康の旗本として本戦に参加したと思われるが、手柄などは伝わっていない。戦後に、西軍の宇喜多秀家の家臣の進藤正次が大坂城に入った家康の下に出頭し、主君の宇喜多は戦場近くの伊吹山山中で自害した、と証言した。この証言に基き、政成と彦坂元正が現地に派遣され、証言通りに宇喜多の脇差を発見している。ただしこの進藤の証言はのちに、宇喜多を逃すための虚言であったことが判明した。
この後は官僚・奉行的な仕事が多くなる。慶長6年（1601年）、再び徳川領となった甲斐国甲府の町奉行を、島田直時と共に務めている。慶長7年（1602年）、伊勢国・近江国・甲斐で郡代を務めている。慶長9年（1604年）、伊勢国奉行（のちの山田奉行）となった。一方で、慶長14年（1609年）の旧松平忠吉家臣（旧武田遺臣）による家康直訴未遂事件の際、家康に同行していた政成が事を収め、温情ある裁断をしたと伝わることから、相変わらず家康に近侍していたことがわかる。
奉行職などは、徳川家の財務を執り仕切っていた大久保長安の下で働いていたとみられるが、慶長18年（1613年）に大久保長安が失脚した際は、島田と共に大久保の抜けた甲斐国奉行に任命されており、連座はされなかったと推測される。

### 大坂の陣
慶長19年（1614年）からの大坂の陣では鉄砲隊を率いて参陣した。冬の陣の際、家康は石見銀山や但馬銀山の坑夫を集め、大坂城の外から坑道を掘り進めて城の石垣を崩す、という作戦を企画し、政成と島田、間宮直元にこれを命じている。冬の陣が一旦講和になり、家康は居城の駿河国駿府城に帰ったが、再度合戦という情勢になり駿府を発って大坂に向かった。この際の家康の御供の先手が、横田尹松、坪内家定、斎藤利宗、そして政成と記録されている。
元和4年（1618年）与力10人を加えられ、甲斐八代郡・巨摩郡に1000石を加増された。

## 徳川忠長配下
元和5年（1619年）、駿河国、遠江国、甲斐国が徳川忠長の領地となり、領地が含まれる政成もそのまま忠長に属することとなった。政成の子の政次の室は、忠長の附家老であった鳥居成次の娘である。
寛永9年（1632年）忠長が失脚し改易されると、政成も連座して上野国舘林藩主榊原忠次預かりとなった。寛永13年（1636年）9月に赦免され、武蔵国・上野国に3080石を与えられた。
寛永20年（1643年）、死去。
家督は嫡子・政次が継いだ。正次もまた幕府の役人として良く勤めた。
その他の子達は、以下の通りである。
次男の成澄は甲府藩主徳川綱重に仕えたが、子が無かったため兄の正次の子を養子とした。子孫は旗本となった。
三男の正春（内記）は素行が悪く、政成に勘当されていた。政成と懇意であり、勘当の件を聞きつけた肥前国福江藩第2代藩主の五島盛利が正春を家臣にと所望したため、寛永19年（1642年）に400石の福江藩士となった。扱いは高く、五島盛利の娘、つまり次代の第3代藩主五島盛次の姉妹を妻に迎えている。のちに義兄の五島盛清が福江本藩からの独立を画策した際（富江藩）、福江側の正春と幕府側の正次が交渉に関与している。その後正春は、正次を通して幕臣復帰を申し出て、福江藩士から幕府旗本となった。一方で五島家とは手切れではなく、正春は後継ぎに第4代藩主五島盛勝の庶子の盛栄（日向正竹）を迎えている。ただし正竹死後、旗本日向正春家の三代目を継いだのは、正春の実子の正勝であった。
五男の正久は4代将軍徳川家綱に仕え3百俵。小姓組番士を勤め、別家を興し旗本となった。